# Chabówka (stacja kolejowa)
Chabówka – stacja kolejowa w Chabówce w województwie małopolskim.

## Ruch pasażerski
| Rok  | Wymiana pasażerska na dobę |
| ---- | -------------------------- |
| 2017 | 20-49                      |
| 2022 | 50-99                      |
| 2023 | 50-99                      |
| 2024 | 100-149                    |

## Historia
Galicyjska Kolej Transwersalna została otwarta w dniu 16 grudnia 1884 roku. Górska linia kolejowa do Zakopanego została otwarta 25 października 1899 roku. W miejscowości została wybudowana parowozownia. Podhale stanowiło wypoczynkowy ośrodek dla turystów. W 1944 roku w Chabówce została wybudowana druga parowozownia. W styczniu 1945 roku dworzec kolejowy oraz parowozownia zostały zlikwidowane przez wojska niemieckie. Parowozownia została odbudowana w 1947 roku. Parowozy z Chabówki prowadziły pociągi towarowe na liniach lokalnych. Podczas elektryfikacji linii kolejowej do Zakopanego zlikwidowano semafory kształtowe. Na terenie parowozowni 11 czerwca 1993 roku otwarto skansen taboru kolejowego. Miejscowość jest zlokalizowana na turystycznym szlaku kolejowym przez Karpaty.

### Katastrofa kolejowa
19 listopada 1936 roku o godz. 16 pociąg nr 522 z 13 wagonami, opuszczając stację kolejową w Chabówce, wykoleił się dziesiątym (III klasy) i jedenastym (pulmanowskim) wagonem; zginęło 6 osób.

## Galeria

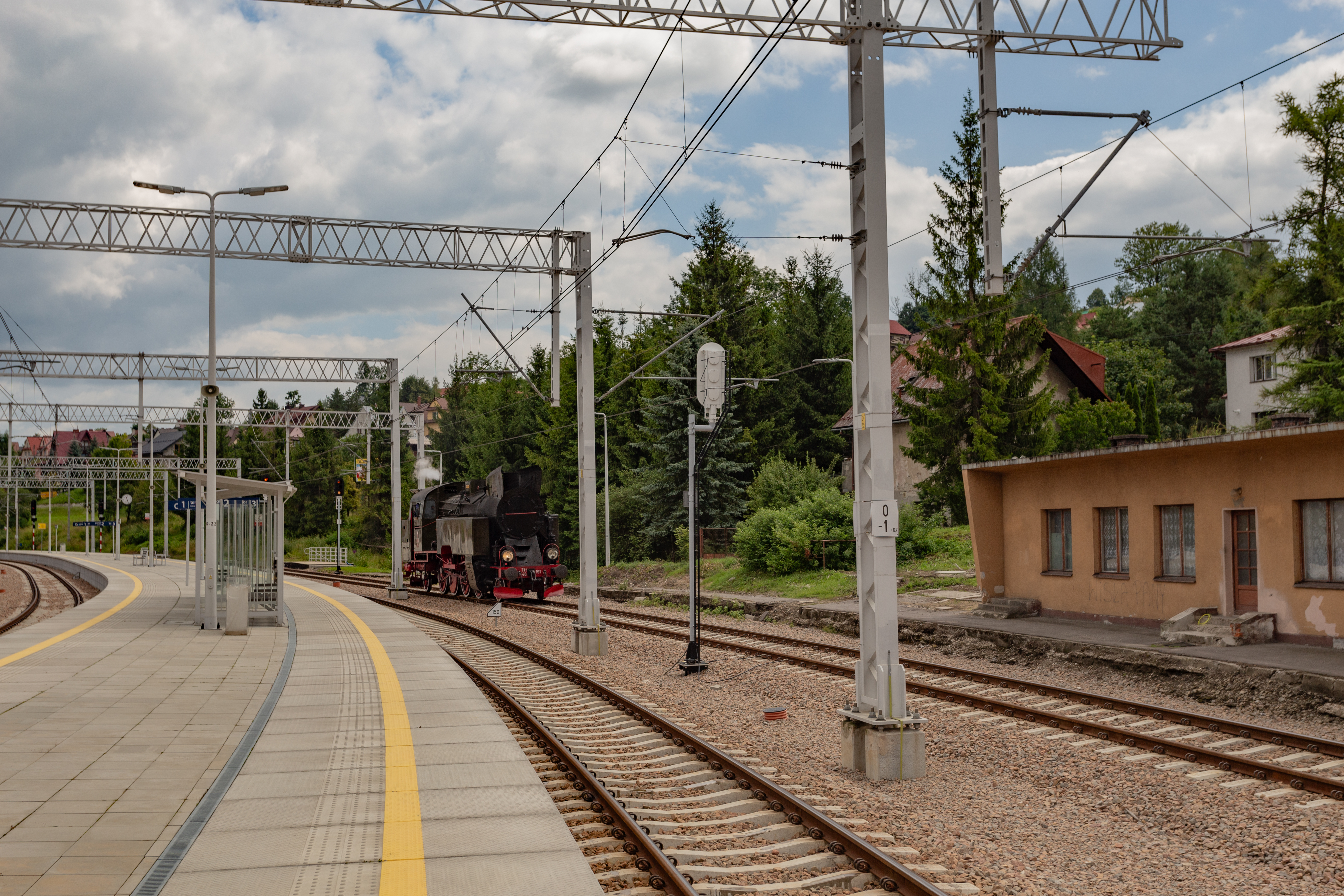
TKt48-191 Skansenu Kolejowego w Chabówce, manewry na st. Chabówka (2025)
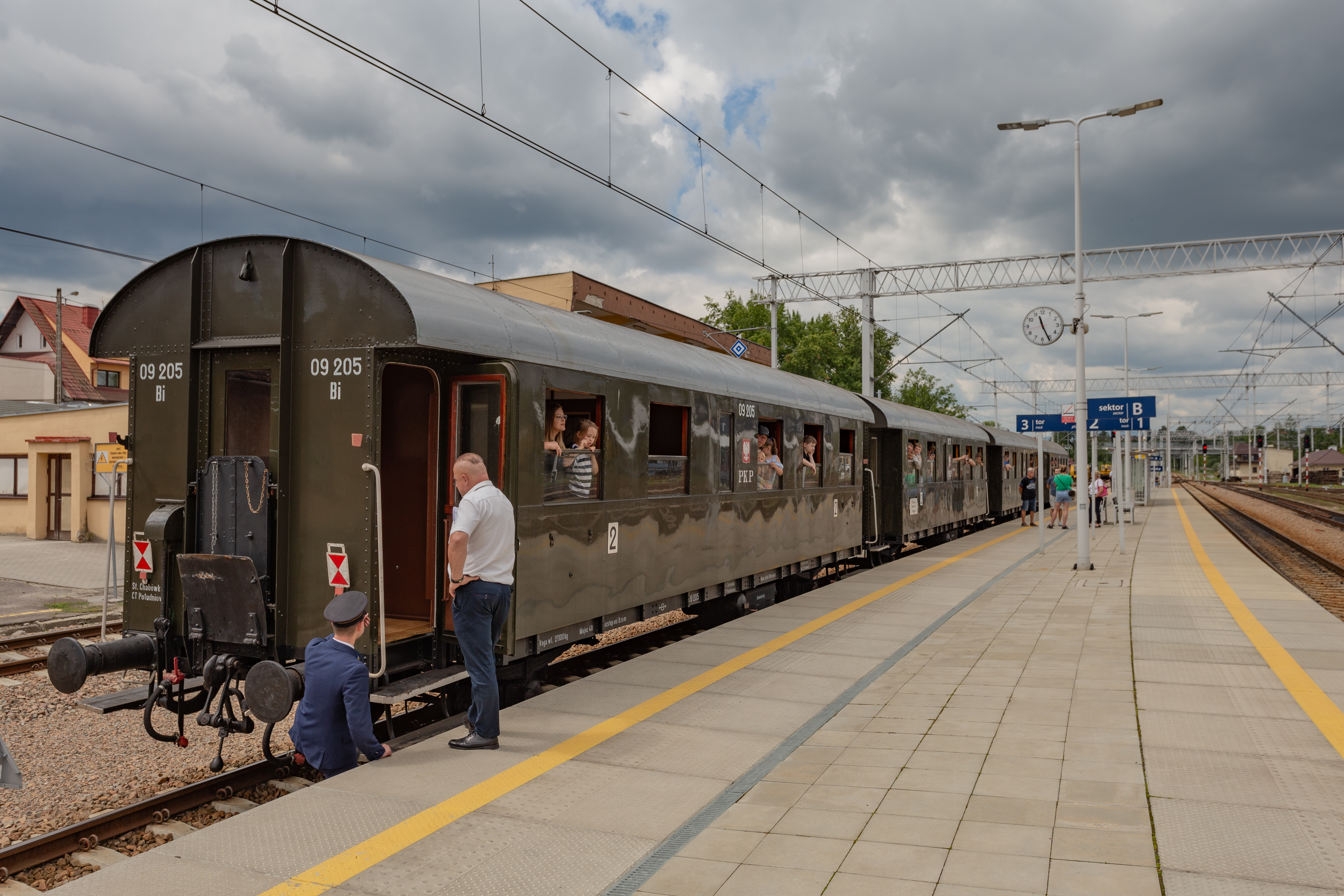
Skład pociągu RETRO na st. w Chabówce (widok w kier. Sieniawy, 2025)
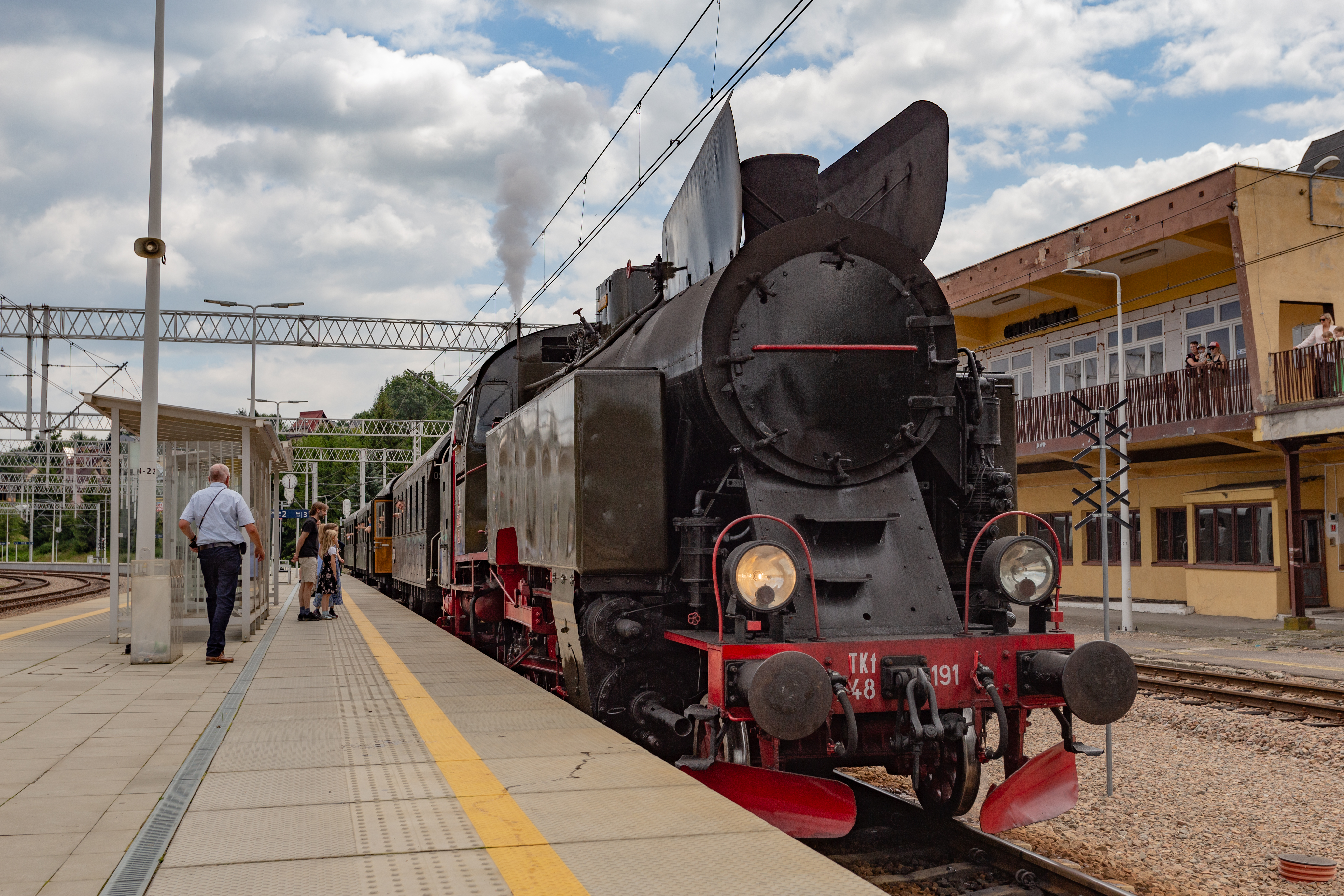
TKt48-191 Skansenu Kolejowego w Chabówce z poc. RETRO z Chabówki do Sieniawy (2025)
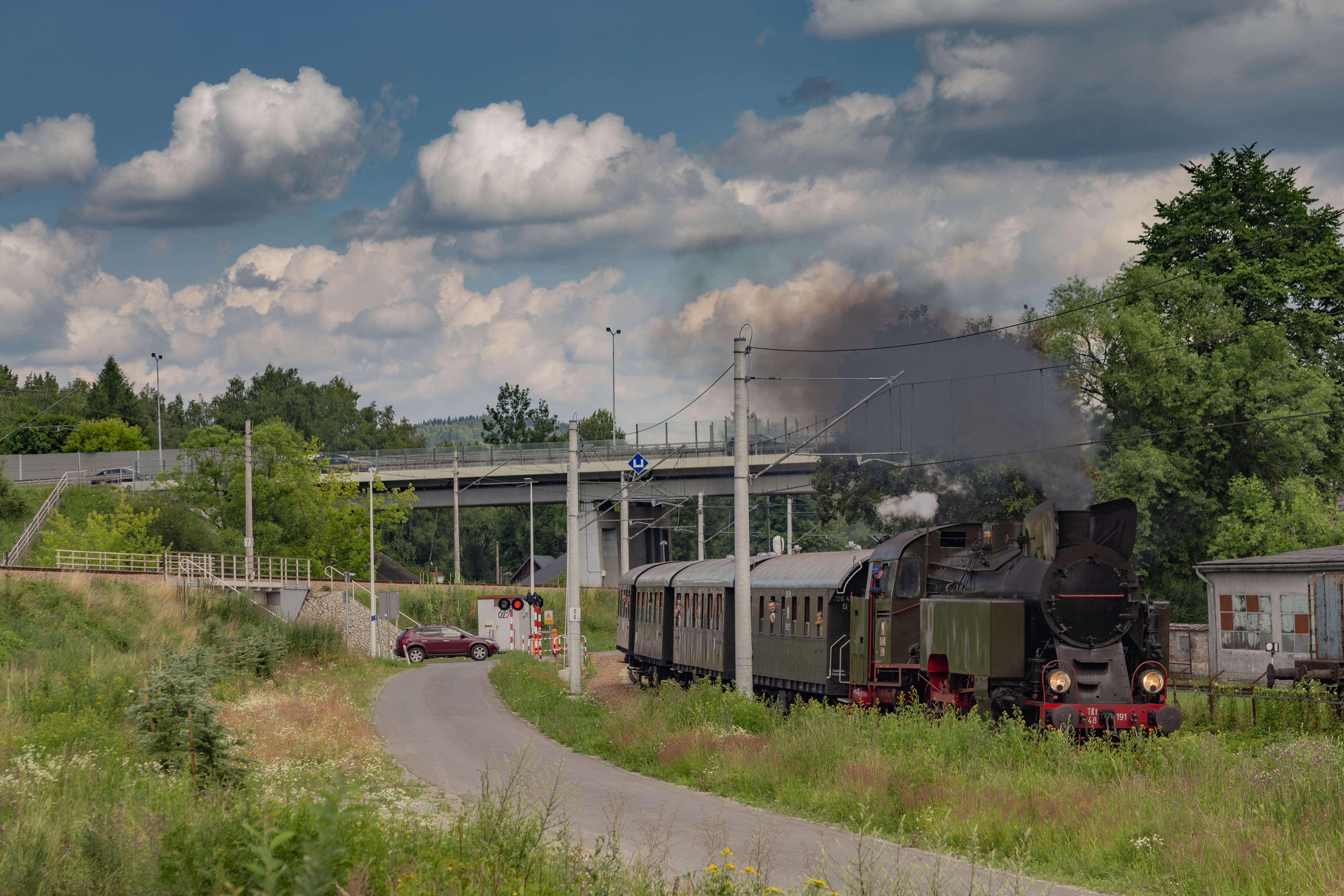
Wyjazd poc. retro ze stacji w Chabówce w kier. Sieniawy (2025)
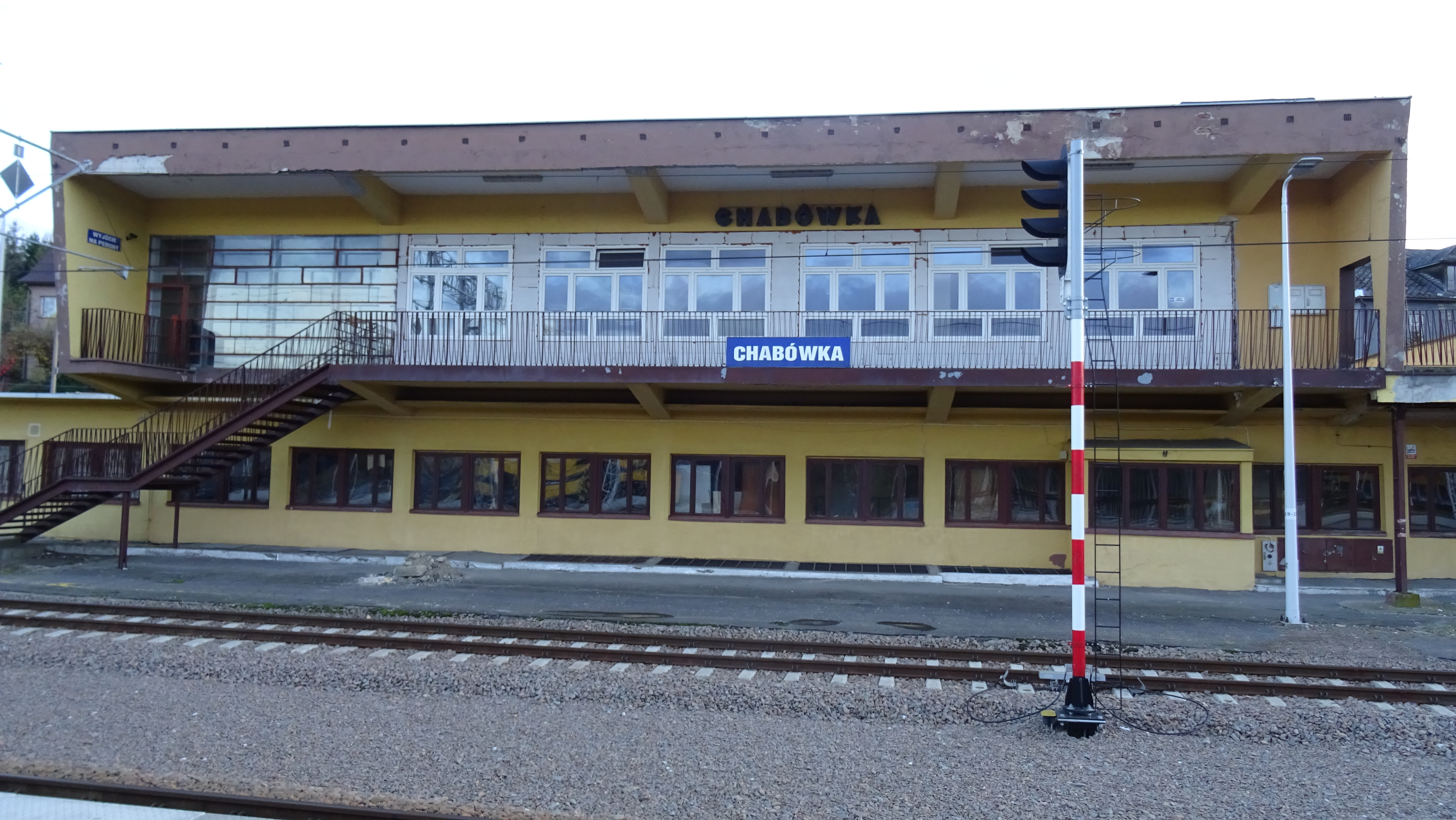
Dworzec kolejowy
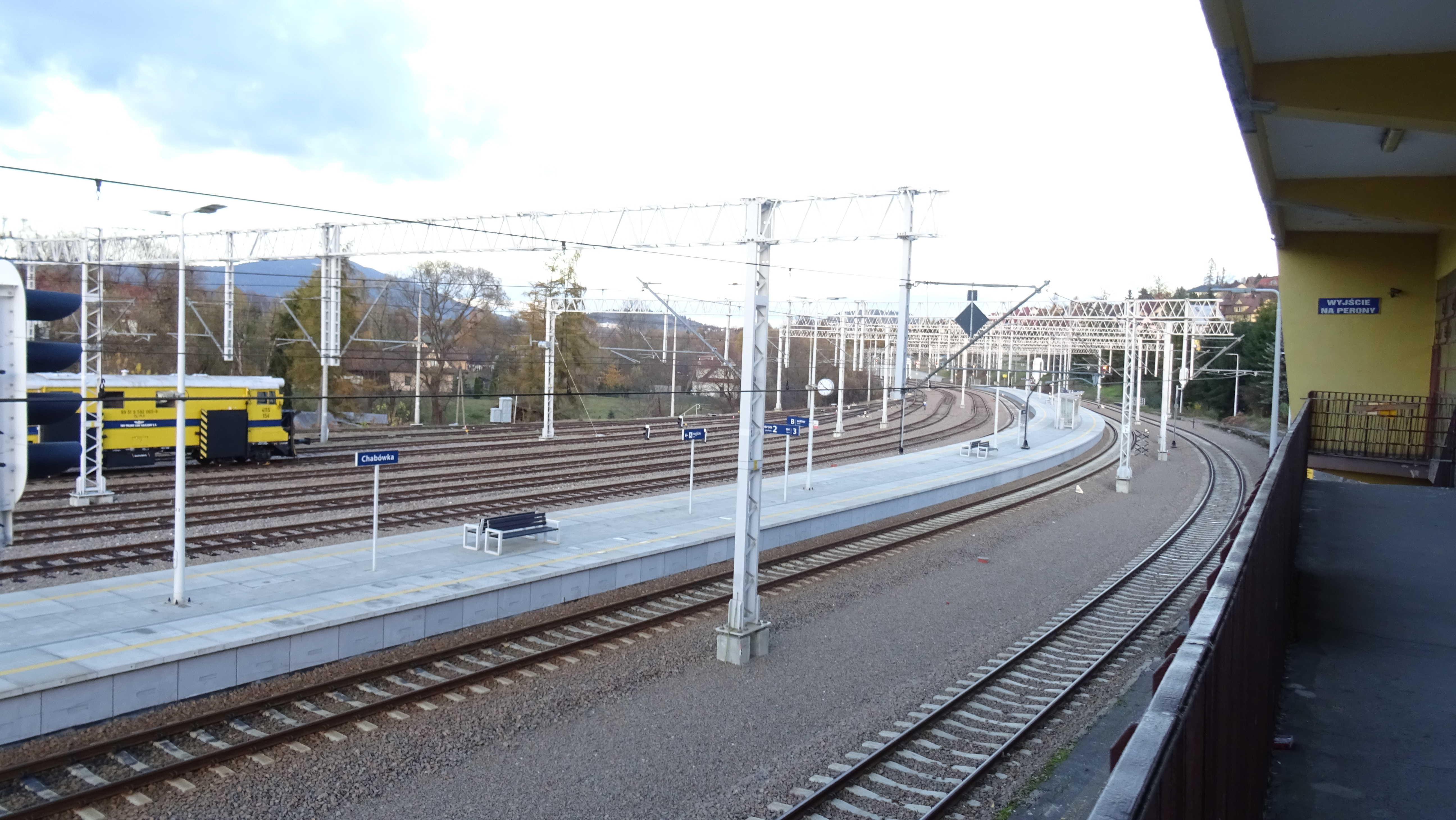
Widok na peron w stronę Rabki Zdrój
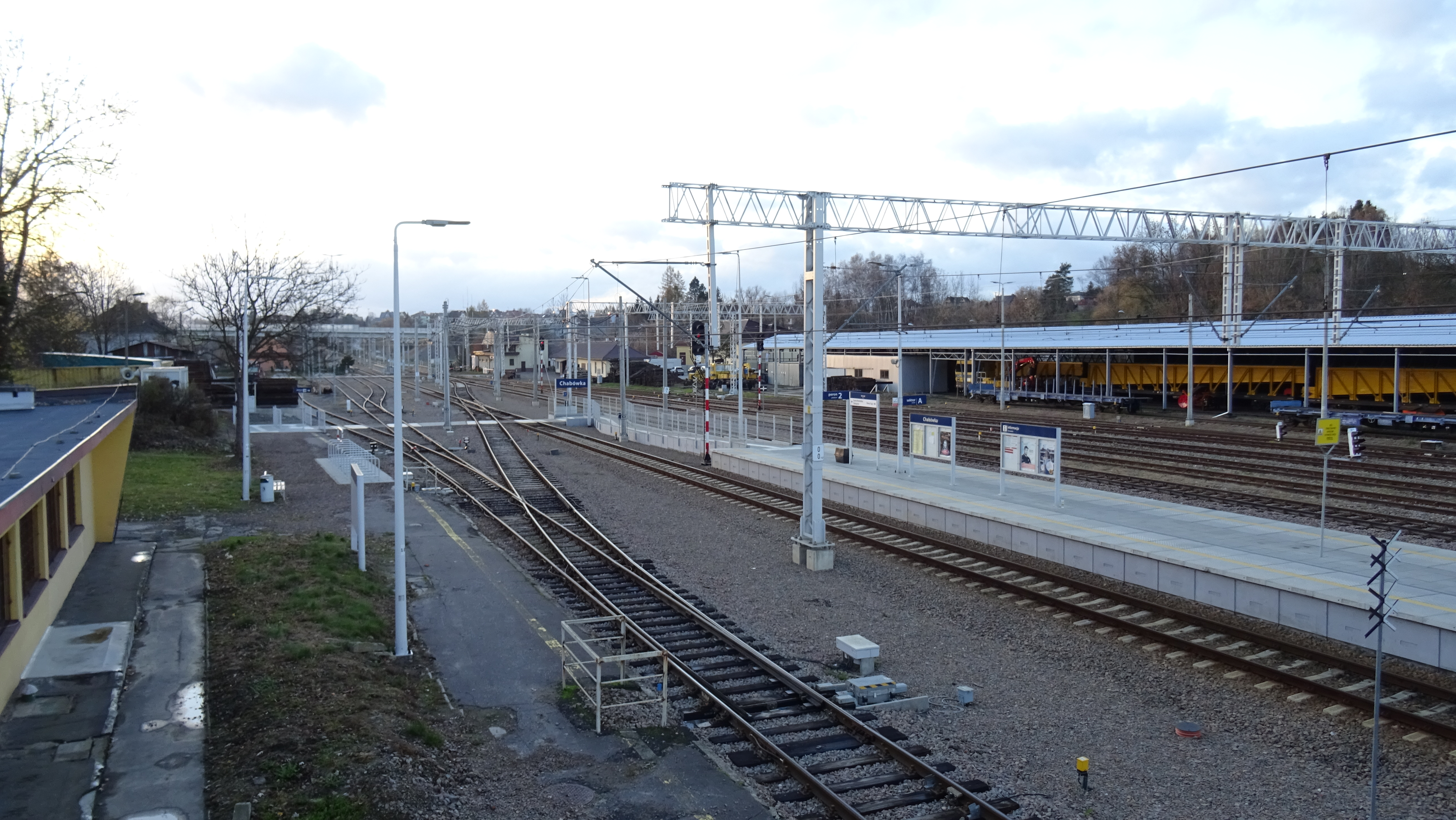
Peron widok w stronę Skawy
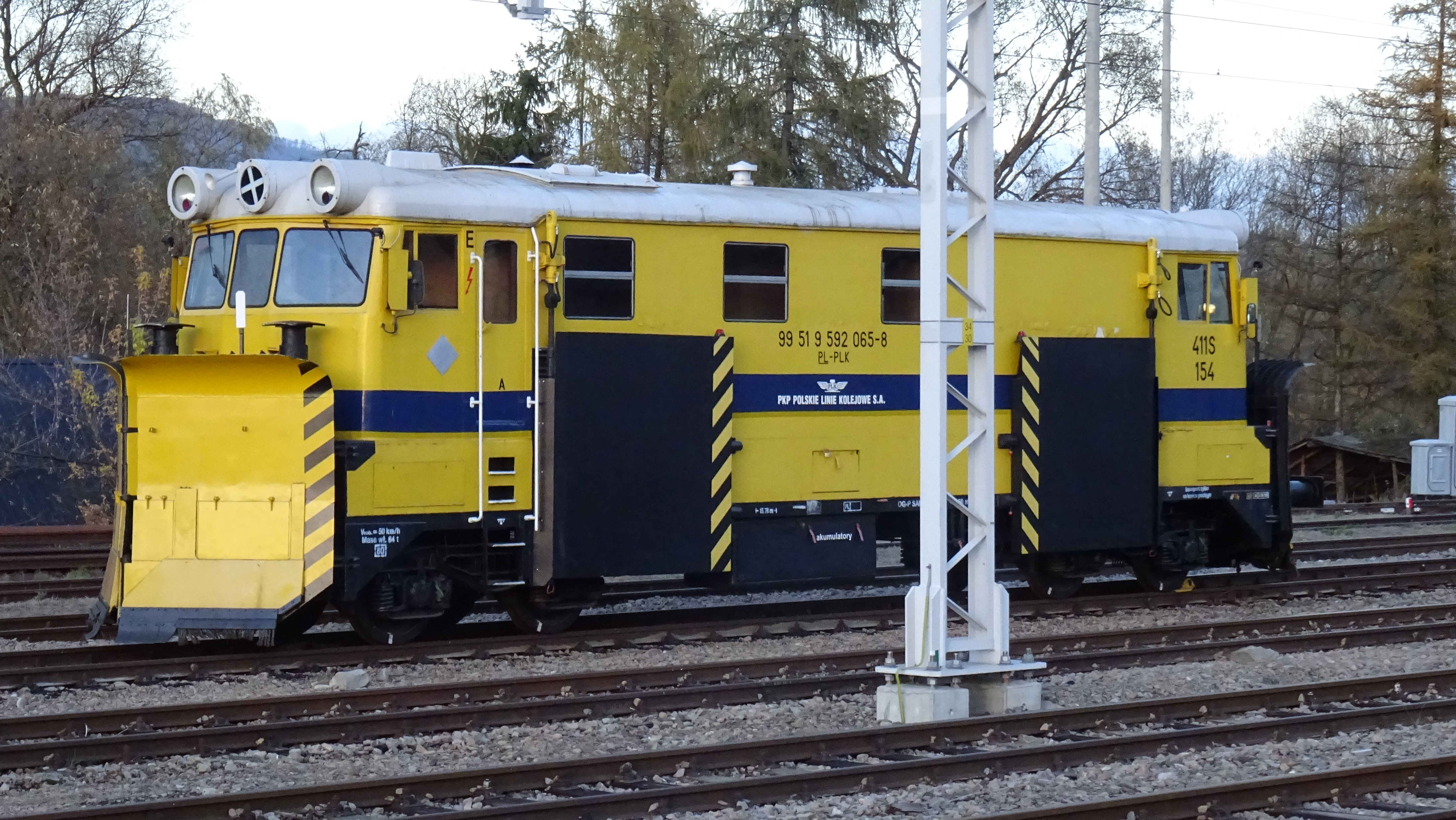
Pług odśnieżny ZNTK Stargard 411S
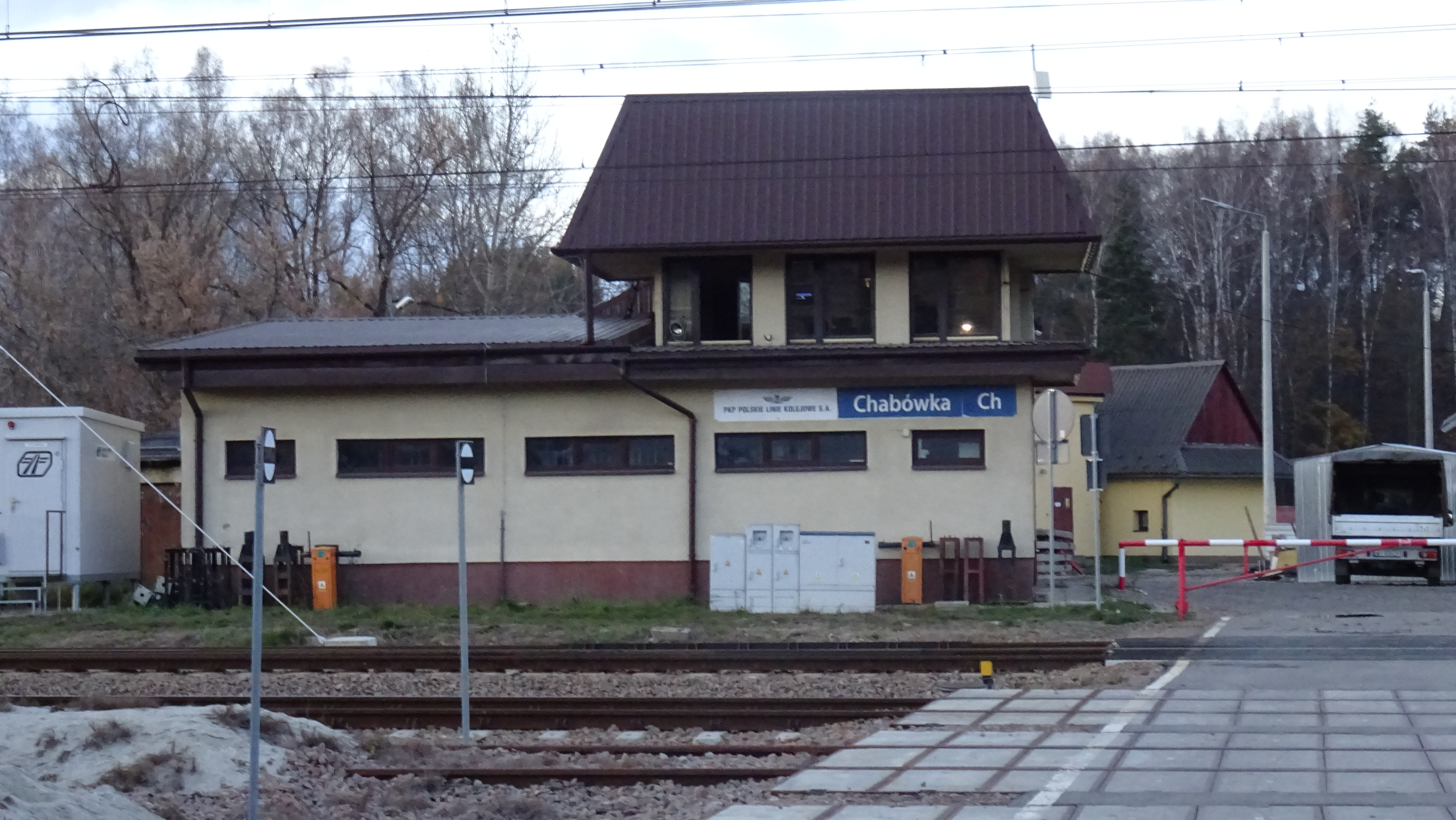
Posterunek nastawniczy